# Metasia comealis
Metasia comealis là một loài bướm đêm trong họ Crambidae.